# UFXMarkets
(UFXMarkets) RELIANTCO投资有限公司是一家外汇在线交易经纪商。UFXMarkets于2007年在英国成立，四年后成为塞浦路斯 RELIANTO投资有限公司的旗下品牌，接受塞浦路斯证券交易委员会 (CySec) 和欧盟MiFID准则的监管，其中前者CySec是塞浦路斯共和国的金融监管机构，后者MiFID监管欧盟区所有的投资活动。

## 公司运营
(UFXMarkets) RELIANTCO 公司总部位于塞浦路斯共和国，目前在香港、新加坡、日本、英国、法国、德国、意大利、俄国、土耳其、罗马尼亚、阿联酋、巴林共12个国家和地区设有办事处。除外汇之外，UFXMarkets也提供商品（包括原油、黄金等）、股指、差价和约的在线交易服务。

## 交易平台
UFXMarkets的在线交易依赖于自主研发的 ParagonEx平台和第三方平台MetaTrader (MT4) 。ParagonEx平台为交易者提供即时数据和图表分析，并于2012年获得英国最佳外汇推广奖、世界财经最佳新人奖、欧洲外汇最佳交易平台奖。